# DKW Sonderklasse
La DKW Sonderklasse è un'autovettura di fascia media prodotta dal 1932 al 1940 dalla Casa automobilistica tedesca DKW, con una pausa tra il 1935 ed il 1937, in cui venne temporaneamente sostituita da un altro modello, la Schwebeklasse.

## Storia e profilo

### La serie 432
Le prime Sonderklasse, contraddistinte dalla sigla 432, nacquero nel febbraio del 1932, pochissimi mesi prima della nascita del colosso sassone dell'Auto Union. Questa prima serie altro non era che una versione lusso della contemporanea V1000.
L'allestimento della Sonderklasse comprendeva tra l'altro un nuovo cruscotto con portastrumenti centrale di colore chiaro rispetto al resto del cruscotto stesso, un nuovo volante a tre razze ed il vano per la ruota di scorta che adesso era cromato. Quest'ultimo era l'unico segno distintivo esteriore della Sonderklasse rispetto alla V1000, assieme al nuovo parabrezza inclinato e regolabile in inclinazione, che andò a prendere il posto del parabrezza verticale utilizzato fino a quel momento. Meccanicamente, la 432 riprendeva il motore della V1000, vale a dire il V4 a due tempi da 988 cm³ con un pistone ausiliario per bancata che aveva il compito di spingere la miscela aria/carburante in maniera più efficace all'interno dei quattro cilindri realmente operativi. I pistoni dei quattro cilindri operativi avevano un deflettore nella parte superiore, che serviva ad indirizzare il flusso della miscela verso le luci di scarico e ad evitare mescolamenti tra il flusso in uscita e quello in entrata. Una novità particolare stava nel nuovo cambio a 4 marce, delle quali la quarta era particolarmente lunga (0.79:1) e consentiva da una parte di viaggiare riducendo i consumi e dall'altra di evitare quei guai tecnici che tanto affliggevano il motore V4 fin dalla sua genesi. Non si sarebbe mai riusciti a trovare una soluzione efficace a quei problemi (surriscaldamento, grippaggio dei pistoni, consumo eccessivo, ecc), ma si riuscì a trovare dei modi per aggirarli. Tornando al cambio, mentre la quarta era di crociera, la terza era a presa diretta e maggiormente di potenza e consentiva il raggiungimento della velocità massima. Il resto della meccanica era mutuato pari pari dalla V1000, partire dalle sospensioni ad assale rigido con molle a balestre trasversali, il freno a pedale con circuito idraulico e quello a mano che agiva sulla trasmissione. Venne mantenuta anche la soluzione particolare della scocca portante in legno.

Questa prima serie della Sonderklasse venne prodotta parallelamente alla V1000. La Sonderklasse fu prevista inizialmente nella sola carrozzeria cabrio-limousine, ma nel giugno del 1932 la gamma della Sonderklasse si ampliò con l'arrivo di una versione berlina a 2 porte. In un esiguo numero di esemplari venne prodotta anche una versione furgonetta. 

I risultati di vendita furono comunque scarsi, al pari di quelli della sfortunata V1000: alla fine del 1932 furono prodotte solo 966 Sonderklasse della serie 432.

### La serie 1001/1002
Ma già nel mese di ottobre al Salone di Parigi fu svelata la nuova DKW Sonderklasse che avrebbe preso il posto della serie 432, ma anche delle V1000. In realtà l'esemplare esposto alla kermesse parigina si sarebbe discostato per alcuni particolari da quello in seguito destinato alla commercializzazione. Il prototipo di Parigi era ad esempio caratterizzato da un parabrezza inclinato all'indietro a cui faceva seguito la portiera anteriore con il lato anteriore che seguiva l'inclinazione del montante del parabrezza. Le portiere anteriori, inoltre, erano incernierate sul montante centrale. Il modello definitivo, invece, avrebbe montato portiere incernierate anteriormente con il lato anteriore perpendicolare al piano orizzontale. Vennero invece ripresi altri contenuti stilistici presenti nel prototipo, tra cui la calandra inclinata all'indietro che faceva eco al parabrezza (anche quest'ultimo rimase inclinato a dispetto delle portiere) e le grigliature ai lati del cofano, del tipo a listelli verticali ma anch'essi inclinati parallelamente alla calandra. Quest'ultima riprendeva invece il disegno della F2 Meisterklasse, anch'essa lanciata da poco, in maniera tale da creare un'uniformità stilistica. Il frontale era anche caratterizzato dalla presenza di nuovi fari di maggiori dimensioni, nonché da un nuovo paraurti massiccio in un unico pezzo che andava a sostituire quello a due barre presente nel modello precedente.
 Internamente la nuova Sonderklasse rinunciava al cruscotto con portastrumenti in colore contrastante presente sulla 432 in favore di un cruscotto di colore uniforme, sempre con strumentazione posizionata centralmente. Vennero aggiunti anche due cassetti portaguanti alle due estremità laterali della plancia.
La nuova Sonderklasse in forma definitiva fu lanciata sul mercato nel gennaio del 1933, con la denominazione 1001 ed andò a sostituire sia la 432 che la precedente V1000 della serie 4=8, con le quali comunque veniva condivisa gran parte delle soluzioni meccaniche. In particolare, venne mantenuto il motore della 432 e della V1000, con potenza di 26 CV (nei mesi precedenti al debutto della 1001 si lavorò al progetto di un nuovo motore a due tempi senza pistone con cielo a cresta, ma la soluzione si sarebbe rivelata di difficile applicazione per un V4). Una delle differenze stava nel cambio a 4 marce, che stavolta integrava il dispositivo a ruota libera, una soluzione più efficace la riduzione dei consumi. Con questa configurazione di cambio, stavolta fu la quarta marcia ad essere in presa diretta. Un'altra novità tecnica fu il nuovo retrotreno ad assale flottante, brevettato in esclusiva per i soli marchi appartenenti alla Auto Union. Si trattava di un assale rigido sovrastato da una molla a balestra trasversale posta all'altezza del baricentro della vettura. Ciò permetteva di ridurre l'effetto della forza centrifuga in curva e quindi il rollio.
La 1001 venne proposta inizialmente come cabrio-limousine, esattamente come nel caso della 432 e dei precedenti modelli V800 e V1000. Il prezzo fissato fu di 3.350 RM, prezzo che scese a 3.100 RM nel giugno dello stesso anno, quando la gamma si ampliò verso il basso con l'arrivo della Sonderklasse 1002, una versione dall'allestimento semplificato e meno lussuoso, e perciò con prezzo ridotto a 2.995 RM. Anche nella parte superiore della gamma vi fu una novità, data dall'arrivo di una vera e propria berlina a 4 porte, una versione per il lancio della quale fu il direttore commerciale Carl Hahn a spingere molto, visti i consensi ottenuti dalla concorrenza per i suoi modelli con carrozzeria analoga. Una berlina a 4 porte infatti mancava da sempre nella gamma delle DKW a trazione posteriore: al massimo, la V1000 era stata disponibile come berlina a 2 porte, più una coach che altro. La berlina a 4 porte aveva anche la particolarità di possedere quelle soluzioni presenti originariamente nel prototipo presentato a Parigi nel 1932 e poi soppresse al lancio commerciale. Si ritrovavano quindi le portiere con il profilo anteriore inclinato e con incernieratura sul lato posteriore. Il lancio commerciale della berlina fu fissato per il mese di settembre e la presentazione avvenne al Salone di Parigi dell'ottobre 1933. Il prezzo troppo alto della berlina (3.375 RM poi scesi a 3.295) ne fecero una versione di scarso successo commerciale: nel mese di maggio del 1934 venne tolta dal listino. Ma neppure la più economica 1002 raccolse i consensi sperati e all'inizio del 1934 anch'essa scomparve dalla gamma.

L'ascesa al potere del regime di Adolf Hitler fece sì che il colosso sassone dell'Auto Union, con la sua produzione che spaziava in vari segmenti di mercato dell'industria del trasporto, venisse notata dal regime nazista il quale ordinò degli esemplari di 1001 con carrozzeria Kübelwagen ed altri con carrozzeria torpedo, quest'ultima denominata Phaeton. Ma anche queste versioni divennero oggetto di critiche da parte dei membri del regime, sempre a causa degli inconvenienti tecnici e dell'elevato consumo.

Il 1934 fu l'anno del declino impietoso per la 1001: già durante l'estate fu introdotta la Schwebeklasse destinata a sostituire la 1001 nella gamma delle DKW a trazione posteriore. La 1001 rimase a listino ancora per qualche mese e fino alla primavera del 1935.

### L'intervallo della Schwebeklasse
Tra il 1935 ed il 1937 la Sonderklasse fu quindi sostituita dalla Schwebeklasse, quest'ultima già introdotta d'urgenza nell'estate dell'anno precedente per far fronte ad una situazione commerciale disastrosa per la Sonderklasse.

### Le nuove Sonderklasse
La Schwebeklasse venne sostituita nel 1937 da un nuovo modello che ripresa la denominazione di Sonderklasse, ma che di fatto era una vettura molto diversa dalle altre Sonderklasse prodotte fino al 1935. Un grosso punto in comune fu il solito motore V4 a due tempi di origine Paffrath-Gehle, anche se con delle novità e degli aggiornamenti: per esempio, stavolta il motore riprese il livello di cilindrata proposto nella Schwebeklasse, vale a dire 1054 cm³, con 32 CV di potenza massima disponibile a 3800 giri/min. Un'altra novità significativa fu il sistema di disattivazione parziale dei cilindri, una sorta di rudimentale dispositivo dei cilindri "on demand" introdotto in tempi molto più recenti da Case come Chevrolet, Mercedes-Benz e Audi. In questo modo la nuova Sonderklasse del 1937 poté finalmente ridurre gli elevati comsumi del suo propulsore. Un altro punto in comune con le Sonderklasse precedenti fu il retrotreno ad assale rigido oscillante. Tutto quanto era già stato visto finiva qui: la più grossa novità era di tipo strutturale: la Sonderklasse del 1937 nasceva su un telaio separato in acciaio, sul quale era imbullonata una carrozzeria realizzata in acciaio misto a legno. Venne abbandonata, quindi, la soluzione della scocca portante in legno, che dal canto suo aveva alcuni svantaggi, come il fatto di dover accatastare in un'area apposita il legno destinato alla lavorazione per dar luogo ad una scocca vera e propria, oppure i maggiori costi dovuti alla manodopera di personale specializzato. Questo telaio separato non era inedito, ma era già stato preparato dalla Wanderer, per la realizzazione del suo nuovo modello, la W24, anch'essa lanciata nel 1937. Questo fu uno dei primi validi esempi di economia di scala nella storia, essendo anche la Wanderer uno dei marchi della Auto Union. Tra le altre importanti novità meccaniche va segnalato l'arrivo del nuovo avantreno a ruote indipendenti, anch'esso mutuato dalla W24. Tale schema prevedeva triangoli superiori e una molla a balestra trasversale. Un'altra novità fu il nuovo cambio non più fornito dalla Prometheus, bensì dalla Hurth di Monaco. Il freno a pedale rimase a circuito idraulico, ma purtroppo, uno dei punti in comune con la precedente Sonderklasse fu anche il freno a mano che agiva sull'albero di trasmissione e non riprese invece il meno retrogrado meccanismo della W24, che agiva sul retrotreno.

Quanto alla carrozzeria, che come si è già detto era parte in acciaio e parte in legno, essa riprendeva nello stile proprio la W24, con le sue forme tondeggianti tipiche dei tardi anni trenta. L'unica differenza, per forza di cose, era la calandra, che nella DKW era di forma più ovale e recava lo stemma bianco-verde della Casa di Zschopau. Il passo risultò più corto di 15 cm, fermandosi così a 2.6 metri, e ciò obbligò i progettisti a spostare il serbatoio del carburante in coda, subito dietro la ruota di scorta, che però non era necessario rimuovere quando si doveva fare rifornimento, ma bastava togliere il coprimozzo che fissava la ruota all'alloggiamento in coda: il bocchettone era integrato nel mozzo di fissaggio.
La nuova Sonderklasse fu introdotta nel mercato nell'aprile del 1937 in due varianti, berlina e cabrio-limousine: la carriera commerciale di questo modello non fu più deludente come quella delle precedenti Sonderklasse, anche se vi furono dei chiaroscuri non da poco. Il successo finalmente arrivò, la domanda si fece sostenuta, tanto che si creò una lista di attesa: ma l'azienda non riusciva a soddisfare la domanda non tanto per i limiti degli impianti dell'azienda stessa, quanto per la penuria di materie prime dovuta alla corsa agli armamenti intrapresa in quegli anni dal regime nazista, che congelò per sé stesso tutti depositi di acciaio per la costruzione di armi e veicoli da guerra. Per lo stesso motivo il dispositivo di disabilitazione di una parte dei cilindri divenne poco apprezzato ed anche stavolta non a causa di difetti di progettazione, quanto per il fatto che il regime nazista stava approvvigionandosi di riserve di carburante per poter alimentare i propri mezzi e ciò che rimaneva a disposizione dei comuni cittadini era benzina di scarsa qualità che finiva con lo sminuire l'efficacia del nuovo sistema ideato dalla DKW. Tant'è che nel mese di marzo del 1938 tale sistema venne eliminato dal motore. Per questi motivi la gamma non si sarebbe mai discostata molto da quella del debutto: era inutile investire in nuove varianti di carrozzeria se non vi erano le materie prime per produrle e poi per farle muovere su strada.

Nel giugno del 1938 la Sonderklasse beneficiò di numerosi aggiornamenti atti a renderla compatibile con il nuovo Codice della Strada tedesco, in vigore da due mesi. Tra queste modifiche vi fu l'arrivo di nuove luci posteriori, l'aumento della capacità del serbatoio da 42 a 45 litri e modifiche al retrotreno, ora con nuovi puntoni di spinta. Nel 1939 fu svelato il prototipo DKW F9, che avrebbe dovuto prefigurare l'erede della Sonderklasse, ma lo scoppio della seconda guerra mondiale mandò a monte tale progetto, che però sarebbe stato ripreso al termine del conflitto. Quanto alla Sonderklasse, essa verrà prodotta fino al luglio del 1940, complessivamente in 10.482 esemplari.

### Tabella dati tecnici
Nella seguente tabella vengono mostrati i dati tecnici relativi alle tre generazioni di Sonderklasse che si sono avvicendate nel corso degli anni trenta. I prezzi riportati si riferiscono all'allestimento meno costoso ed al debutto nel mercato tedesco:
| Modello                            | Sonderklasse 432                       | Sonderklasse 1001/1002                            | Sonderklasse '37                                               |
| ---------------------------------- | -------------------------------------- | ------------------------------------------------- | -------------------------------------------------------------- |
| Anni di produzione                 | 02/1932-12/1932                        | 01/1933-04/1935                                   | 04/1937-07/1940                                                |
| Esemplari prodotti                 | 966                                    | 6.264                                             | 10.482                                                         |
| Prezzo al debutto (in RM)          | 3.495                                  | 3.350                                             | 3.100                                                          |
| Motore                             | KB1000                                 | KB1000                                            | KB11                                                           |
| Posizione                          | anteriore longitudinale                | anteriore longitudinale                           | anteriore longitudinale                                        |
| Numero e disposizione dei cilindri | 4 cilindri a V di 90°                  | 4 cilindri a V di 90°                             | 4 cilindri a V di 90°                                          |
| Cilindrata (cm³)                   | 988                                    | 988                                               | 1054                                                           |
| Alesaggio e corsa (mm)             | 68x68.5                                | 68x68.5                                           | 70x68.5                                                        |
| Alimentazione                      | Carburatore                            | Carburatore                                       | Carburatore                                                    |
| Potenza (CV a giri/min)            | 26/3500                                | 26/3500                                           | 32/3800                                                        |
| Frizione                           | Monodisco a secco                      | Monodisco a secco                                 | Monodisco a secco                                              |
| Trazione                           | Posteriore                             | Posteriore                                        | Posteriore                                                     |
| Cambio                             | Manuale a 4 marce                      | Manuale a 4 marce con dispositivo di ruota libera | Manuale a 4 marce con dispositivo di ruota libera              |
| Struttura                          | Scocca autoportante in legno           | Scocca autoportante in legno                      | Telaio separato in acciaio con carrozzeria in legno ed acciaio |
| Sospensioni ant.                   | Assale rigido con balestra trasversale | Assale rigido con balestra trasversale            | Ruote indipendenti con balestra trasversale                    |
| Sospensioni post.                  | Assale rigido con balestra trasversale | Assale rigido oscillante con balestra trasversale | Assale rigido oscillante con balestra trasversale              |
| Freno a pedale                     | Sulle 4 ruote a circuito idraulico     | Sulle 4 ruote a circuito idraulico                | Sulle 4 ruote a circuito idraulico                             |
| Freno a mano                       | Meccanico sulla trasmissione           | Meccanico sulla trasmissione                      | Meccanico sulla trasmissione                                   |
| Pneumatici                         | 4.50x18                                | 5.00x17                                           | 5.00x17 o 5.25x16                                              |
| Massa in ordine di marcia          | 850                                    | 950                                               | 975                                                            |
| Velocità massima                   | 90                                     | 90                                                | 100                                                            |
| Consumo medio (litri/100 km)       | 10-12                                  | 10-12                                             | 12                                                             |